# Hans van Helden (schaatser)
Hans van Helden (Almkerk, 27 april 1948) is een Nederlandse oud-schaatser.

## Biografie
Aan het begin van de jaren tachtig trouwde Van Helden met de Franse schaatsster Marie-France Vives en nam hij de Franse nationaliteit aan. In Frankrijk had hij als schaatser weinig concurrentie dus kon hij aan alle toernooien zonder problemen meedoen. In 1982 werd zijn dochter Marie-Astrid geboren. Tijdens de Winterspelen van 1984 werd hij vierde op de 1500 meter wat de beste "Nederlandse" prestatie was. Apart waren zijn trainingsmethoden: in plaats van krachttraining trainde hij met een parachute. Hij heeft een bijzonder lange staat van dienst: hij was professioneel schaatser tot zijn 44e jaar.
Van Helden stond in de Nederlandse schaatswereld bekend als een enfant terrible. Hij ging zijn eigen gang en had volgens zijn collega-schaatsers een grillig karakter. Hoewel hij een excellente schaatstechniek had (stilistisch was hij niet te overtreffen) en ook zeer getalenteerd was, haalde hij nooit een gouden medaille bij een groot internationaal toernooi. Zilver en brons staan wel op zijn palmares.
In 1968 won Van Helden de 7e Oldambtrit.
Tijdens zijn laatste wedstrijd, op 1 maart 1992 in Inzell, schaatste hij de 3000m meter in 4.17,68.
Na 1993 trok Van Helden zich terug. In december 2015 kwam het boek Hoe sterk is de eenzame schaatser uit, waarin zijn leven wordt beschreven door journalist Erik Dijkstra. Van Helden stelde dat het boek vol stond met onwaarheden en vond dat hij negatief werd neergezet. Dijkstra ontving een dagvaarding waarin Van Helden eiste dat het boek uit de handel werd genomen. Op 12 februari 2016 trok Van Helden deze eis weer in.

## Records

### Persoonlijk records
| Afstand      | Tijd     | Datum            | Baan    |
| ------------ | -------- | ---------------- | ------- |
| 500 meter    | 39,03    | 20 maart 1976    | Medeo   |
| 1000 meter   | 1.16,32  | 18 februari 1988 | Calgary |
| 1500 meter   | 1.55,61  | 13 maart 1976    | Inzell  |
| 3000 meter   | 4.08,11  | 8 maart 1984     | Inzell  |
| 5000 meter   | 6.57,69  | 17 februari 1988 | Calgary |
| 10.000 meter | 14.34,84 | 21 februari 1988 | Calgary |

### Wereldrecords
| Nr. | Afstand    | Tijd    | Datum           | Baan   |
| --- | ---------- | ------- | --------------- | ------ |
| 1.  | 5000 meter | 7.07,82 | 30 januari 1976 | Davos  |
| 2.  | 1500 meter | 1.55,61 | 13 maart 1976   | Inzell |

#### Wereldrecords laaglandbaan (officieus)
| Nr. | Afstand    | Tijd    | Datum            | Baan       |
| --- | ---------- | ------- | ---------------- | ---------- |
| 1.  | 5000 meter | 7.08,72 | 28 februari 1976 | Heerenveen |
| 2.  | 5000 meter | 7.06,40 | 12 februari 1977 | Heerenveen |

### Adelskalender
Van 13 maart 1976 tot 25 december 1976 was Hans van Helden aanvoerder van de Adelskalender. Daarmee heeft hij 287 dagen aan de top van de lijst gestaan.
Hieronder staan de persoonlijke records (PR's) waarmee Hans van Helden aan de top van de Adelskalender kwam en de PR's die hij had staan toen hij van de eerste plek verdreven werd. Tevens zijn de gegevens weergegeven van de schaatsers die voor en na hem aan de top van de lijst stonden.
| Datum      | 500 m | 1500 m  | 5000 m  | 10.000 m | Punten  | Voorganger / Opvolger |
| ---------- | ----- | ------- | ------- | -------- | ------- | --------------------- |
| 04-03-1972 | 38,9  | 1.58,7  | 7.09,8  | 14.55,9  | 166,241 | Ard Schenk            |
| 13-03-1976 | 39,28 | 1.55,61 | 7.07,82 | 14.59,09 | 165,553 |                       |
| 20-03-1976 | 39,03 | 1.55,61 | 7.07,82 | 14.59,09 | 165,303 |                       |
| 25-12-1976 | 37,8  | 1.53,8  | 7.11,3  | 15.12,2  | 164,473 | Vladimir Lobanov      |

## Resultaten
| Jaar | NK Allround | EK Allround | Olympische Spelen                                  | WK Allround | WK Sprint |
| ---- | ----------- | ----------- | -------------------------------------------------- | ----------- | --------- |
| 1973 | Brons       | Zilver      |                                                    | 7e          | 16e       |
| 1974 | 4e          | Brons       |                                                    | 5e          | 8e        |
| 1975 | -           | -           |                                                    | -           | -         |
| 1976 | Goud        | 5e          | 19e 500m · 5e 1000m · 1500m · 5000m · 10.000m      | Brons       | 4e        |
| 1977 | Goud        | 5e          |                                                    | 7e          | -         |
| 1978 | 12e         | 12e         |                                                    | -           | -         |
| 1979 | 4e          | -           |                                                    | -           | -         |
| 1980 | 4e          | 13e         | -                                                  | -           | -         |
| 1981 | 7e          | -           |                                                    | -           | -         |
| 1982 |             | 15e         |                                                    | 15e         | -         |
| 1983 |             | NC17        |                                                    | 14e         | -         |
| 1984 |             | 6e          | 24e 500m 18e 1000m 4e 1500m 11e 5000m 25e 10.000m  | 10e         | -         |
| 1985 |             | NC26        |                                                    | NC27        | -         |
| 1986 |             | 14e         |                                                    | 14e         | -         |
| 1987 |             | NC24        |                                                    | NC31        | -         |
| 1988 |             | NC18        | 33e 500m 29e 1000m 19e 1500m 22e 5000m 23e 10.000m | 8e          | -         |

- = geen deelname
NC# = niet gekwalificeerd voor de laatste afstand, maar wel als # geklasseerd in de eindrangschikking

### Medaillespiegel
| kampioenschap     | goud | zilver | brons |
| ----------------- | ---- | ------ | ----- |
| NK Allround       | 2    | 0      | 1     |
| EK Allround       | 0    | 1      | 1     |
| Olympische Spelen | 0    | 0      | 3     |
| WK Allround       | 0    | 0      | 1     |

Rudolf Ericson · Peder Østlund · Jaap Eden · Oscar Mathisen · Ivar Ballangrud · Michael Staksrud · Åke Seyffarth · Nikolaj Mamonov · Hjalmar Andersen · Boris Sjilkov · Dmitri Sakoenenko · Juhani Järvinen · Knut Johannesen · Jonny Nilsson · Per Ivar Moe · Eduard Matoesevitsj · Ard Schenk · Kees Verkerk · Magne Thomassen · Hans van Helden · Vladimir Lobanov · Jan Egil Storholt · Sergej Martsjoek · Vladimir Belov · Eric Heiden · Viktor Sjasjerin · Andrej Bobrov · Nikolaj Goeljajev · Michael Hadschieff · Eric Flaim · Johann Olav Koss · Falko Zandstra · Rintje Ritsma · Gianni Romme · Jochem Uytdehaage · Chad Hedrick · Sven Kramer · Shani Davis · Patrick Roest
- Gemeinsame Normdatei: 1085656470
- Virtual International Authority File: 277145857882823020502